# Francisco Vargas
Pour les articles homonymes, voir Vargas.
Francisco Javier Vargas Peláez est un boxeur mexicain né le 25 décembre 1984 à Mexico.

## Carrière
Sa carrière amateur est marquée par une médaille d'argent aux championnats panaméricains de Mexico en 2009 et par une médaille de bronze à Teresópolis en 2005 dans la catégorie poids légers. Passé professionnel en 2010, il devient champion du monde des poids super-plumes WBC le 21 novembre 2015 après sa victoire par arrêt de l'arbitre au 9e round contre le japonais Takashi Miura. Vargas conserve sa ceinture le 4 juin 2016 en faisant match nul contre Orlando Salido puis perd contre son compatriote Miguel Berchelt par KO au 11e round le 28 janvier 2017 ainsi que lors du combat revanche le 11 mai 2019.

## Palmarès

### Championnats panaméricains de boxe amateur
- Médaille d'argent en -60 kg en 2009 à Mexico, Mexique
- Médaille de bronze en -60 kg en 2005 à Teresópolis,  Brésil